# Вознесенская церковь (Козелец)
Вознесенская церковь — православный храм и памятник архитектуры национального значения в Козельце.

## История
Постановлением Кабинета Министров УССР от 06.09.1979 № 442 «Про дополнение списка памятников градостроения и архитектуры Украинской ССР, которые находятся под охраной государства» («Про доповнення списку пам'яток містобудування і архітектури Української РСР, що перебувають під охороною держави») присвоен статус памятник архитектуры национального значения с охранным № 1774.
Установлена информационная доска.

## Описание
Вознесенская церковь является уникальным примером традиционного для Левобережной Украины XVII-XVIII веков крестообразного 5-главого храма в период историзма.
Сооружена в период 1866—1874 годы в стиле историзма.
Каменная, оштукатуренная, 5-главая, где четыре боковые купола декоративные, крестообразная в плане церковь, с апсидами (нишами) с западной и восточной сторон, с ризалитами на северном и южном фасадах. Центральная глава с 8 световыми проёмами на восьмигранном барабане увенчана декоративной главкой на фонаре. Интерьер храма имеет ярко выраженное крестово-купольное пространственное решение.
В 1975 году были проведены реставрационные работы. В 1988 году храм был передан «музею истории ткачества Черниговщины». В 2017 году храм был передан религиозной общине Черниговской епархии ПЦУ.